# Ursule Peshanga
 (septembre 2024).
 (septembre 2024).
La mise en forme du texte ne suit pas les recommandations de Wikipédia : il faut le « wikifier ».
Les points d'amélioration suivants sont les cas les plus fréquents. Le détail des points à revoir est peut-être précisé sur la page de discussion.
- Les titres sont pré-formatés par le logiciel. Ils ne sont ni en capitales, ni en gras.
- Le texte ne doit pas être écrit en capitales (les noms de famille non plus), ni en gras, ni en italique, ni en « petit »…
- Le gras n'est utilisé que pour surligner le titre de l'article dans l'introduction, une seule fois.
- L'italique est rarement utilisé : mots en langue étrangère, titres d'œuvres, noms de bateaux, etc.
- Les citations ne sont pas en italique mais en corps de texte normal. Elles sont entourées par des guillemets français : « et ».
- Les listes à puces sont à éviter, des paragraphes rédigés étant largement préférés. Les tableaux sont à réserver à la présentation de données structurées (résultats, etc.).
- Les appels de note de bas de page (petits chiffres en exposant, introduits par l'outil «  Source ») sont à placer entre la fin de phrase et le point final[comme ça].
- Les liens internes (vers d'autres articles de Wikipédia) sont à choisir avec parcimonie. Créez des liens vers des articles approfondissant le sujet. Les termes génériques sans rapport avec le sujet sont à éviter, ainsi que les répétitions de liens vers un même terme.
- Les liens externes sont à placer uniquement dans une section « Liens externes », à la fin de l'article. Ces liens sont à choisir avec parcimonie suivant les règles définies. Si un lien sert de source à l'article, son insertion dans le texte est à faire par les notes de bas de page.
- La présentation des références doit suivre les conventions bibliographiques. Il est recommandé d'utiliser les modèles {{Ouvrage}}, {{Chapitre}}, {{Article}}, {{Lien web}} et/ou {{Bibliographie}}. Le mode d'édition visuel peut mettre en forme automatiquement les références.
- Insérer une infobox (cadre d'informations à droite) n'est pas obligatoire pour parachever la mise en page.

Pour une aide détaillée, merci de consulter Aide:Wikification.
Si vous pensez que ces points ont été résolus, vous pouvez retirer ce bandeau et améliorer la mise en forme d'un autre article.
Ursule Peshanga Mikobi, professionnellement connue sous le nom d'Ursule Peshanga, est une actrice, productrice et entrepreneure congolaise.

## Biographie
Ursule Peshanga Mikobi est issue d'une famille de six enfants. Son père est un artiste sculpteur. Originaire du Kasaï Occidental, elle a fait ses études à l'Institut Makelele d'où elle sort diplômée en biologie-chimie.

## Carrière
Ursule Peshanga a commencé sa carrière au sein du groupe Simba, dirigé par le président Elombe Sukari en 1998. Son rôle d'infirmière dans la série télévisée Docteur to enseignants la révèle au grand public.
Par la suite, Ursule joue dans plusieurs films tels que Techno Malewa, Nkokoso, Sima Ekoli, Ikia et Locataire Kolopango, permettant à Ursule Peshanga de confirmer sa révélation dans le cinéma congolais.
Pionnière , Ursule Peshanga se lance dans la production cinématographique en solo en 2010, avec des créations telles que Bolingi Bololo, Ursule contre Peshanga, La Fille de son père (nommée aux HapAward 2019) et Kianda (nommée au Festival M'y Rode).
Elle devient la première actrice congolaise à atteindre le million d'abonnés sur Facebook. Étant active sur TikTok, Instagram et Facebook, Ursule Peshanga montre sa volonté de promouvoir l'art cinématographique.
En 2023, Ursule Peshanga s'engage dans l'industrie Nollywood au Nigeria et collabore avec la chaîne Gomes TV. Sa présence dans la série ivoirienne Le Coup de la Vie, diffusée sur A+, la reconnaît mondialement. En 2024, elle joue également un rôle majeur dans la deuxième saison de Akufa Azongi et dans Peshanga Amoni Mwinda, une production congolaise diffusée sur Maboke TV.
Ursule Peshanga se positionne comme une figure emblématique du cinéma congolais, ce qui fait d'elle un modèle pour les jeunes actrices congolaises qui rêvent d'embrasser une carrière dans le cinéma.